# Þórunn Elfa Magnúsdóttir
Þórunn Elfa Magnúsdóttir, född 	20 juli 1910, död 26 februari 1995, var en isländsk författare.
Þórunn debuterade år 1933 med noveller som skildrade kvinnors liv i Reykjavik och fortsatte sedan att skriva ett antal romaner och noveller för både vuxna och barn. Ett av hennes mest kända verk är Draumur um Ljósaland 1-2 ("Drömmen om det ljusa landet") från år 1941–1943.